# Императорские пингвины
Императорские пингвины, или большие пингвины (лат. Aptenodytes) — род птиц из семейства пингвиновых (Spheniscidae). Их научное название в переводе с греческого означает «бескрылые ныряльщики». Представители этого рода известны в мире, пожалуй, больше всего. Их чёрно-белое оперение и характерная жёлто-оранжевая окраска шеи повлияли на всеобщее представление о «типичном пингвине».
В действительности же императорские пингвины сильно отличаются от большинства других представителей этого семейства. Они намного крупнее и тяжелее других видов, а также являются единственными, не строящими гнёзд. Вместо этого они насиживают яйца в специальной складке кожи на брюхе, что не делает ни один из остальных 16 видов пингвинов.

## Эволюция
Род императорских пингвинов — сестринская группа по отношению к остальным современным пингвинам. Исследования ДНК свидетельствуют о том, что их эволюционная линия обособилась около 40 миллионов лет назад. По ископаемым остаткам известен и вымерший вид рода императорских пингвинов, пингвин Ридгена (Aptenodytes ridgeni), который обитал в эпоху плиоцена в Новой Зеландии.

## Виды
Только два из восемнадцати современных видов пингвинов относятся к роду императорских пингвинов. Это императорский пингвин (Aptenodytes forsteri) и несколько меньший в размерах королевский пингвин (Aptenodytes patagonicus).